# Archambaud III de Bourbon
Archambaud III de Bourbon dit du Montet  (né vers 1000 et mort le 16 août 1078), a été seigneur de Bourbon de 1035 à 1078.
Dans certains écrits il est surnommé « le Blanc », mais c'est une confusion avec Archambaud vicomte de Mâcon, qui possédait diverses terres dans le Beaujolais, vivait à la même époque et était surnommé le Blanc.

## Biographie
Archambaud III est le fils et successeur d'Archambaud II de Bourbon et de son épouse Philippine d'Auvergne. Il doit son autre surnom  de du Montet, qui lui est attribué dans une charte de 1077, à une fondation religieuse faite en ce lieu.
De son mariage avec Ermengarde de Sully, il reçoit pour la dot, un territoire en Berry allant de Germiny, Blet, Dun (sur Auron), et la moitié de Saint-Amand (Saint-Amand le Chastel) séparé par le Cher.
Il oriente ses ambitions territoriales vers Montluçon et il contrôle La Chapelaude (la Chapelle Aude), dépendant auparavant des sires d'Huriel dont il fait ses vassaux (par les armes puis par le mariage de sa fille Dèce avec Humbaud, seigneur d'Huriel), où il accorde sa protection au prieuré fondé par les moines de l'abbaye de Saint-Denis en 1060, Murat et Montcenoux près de Villefranche-d'Allier, où il fonde en 1048 une collégiale dépendant du chapitre de chanoines de Saint-Ursin de Bourges.
Ses ambitions territoriales l'amènent néanmoins à entrer en conflit avec les princes de Déols, seigneurs de Châteauroux et d'Issoudun, vers 1060 ; les princes de cette région sont bien trop puissants pour la famille de Bourbon et la ville de Hérisson est prise, ainsi qu’une partie du Bourbonnais avoisinant, le château de Hérisson est brûlé — il est vrai qu’il était en bois —, les Bourbon sont battus par deux fois par un adversaire disposant de plus de moyens en hommes et matériel. À noter que les princes de Déols sont aussi en expansion à la même époque et ont déjà pris quelques territoires et places fortes en Berry au détriment des vicomtes de Bourges (de la maison de Sully dont est originaire la femme d'Archambaud III, Ermengarde). Lors de ce conflit avec les vicomtes de Bourges, Aymon de Bourbon, alors archevêque de Bourges avait même été blessé.
Cependant en 1070, les seigneurs de Bourbon semblent avoir regagné le territoire perdu et un nouveau viguier de Hérisson est nommé à cette date ; le château commence à être reconstruit en dur. Cette « reconquête » est réalisée en créant des alliances avec de puissants soutiens et alliés, par l'intermédiaire de mariages avec des familles puissantes et voisines des Déols. Ainsi, la petite fille d'Archambaud du Montet, Ermengarde de Bourbon se maria avec Foulques IV d'Anjou (Foulques Réchin), son petit-fils Archambaud V avec Pétronille de Chemillé/Craon et son autre petit-fils Aymon II avec (Adelinde) Lucie de Nevers. Ne pouvant entrer dans un conflit généralisé, les seigneurs de Déols préfèreront retourner sur leur frontière originelle.
À noter que l'alliance de si grands seigneurs avec les simples sires de Bourbon n'est pas sans arrière-pensée stratégique ; en effet, la perte du Bourbonnais aurait mis en péril la ville de Bourges et le Nivernais (le comte de Craon Robert le Bourguignon, alias Robert l'Allobroge, est aussi le frère de Guillaume Ier, comte de Nevers), de plus cela aurait isolé l'Auvergne, et les princes de Déols étant vassaux de l'Aquitaine (et de l'Angleterre) leur progression vers l'est de la France était dangereuse. Le roi des Francs, Philippe Ier, ne participa pas à cette stratégie, mais comme on sait que le comte de Craon est aussi un très proche allié du duc de Normandie (alors en conflit de succession avec son cousin d'Angleterre) et du duc de Vermandois (qui n'est autre que le frère du roi), il est possible d'envisager une approbation tacite. Il est alors plus facile de comprendre le rachat de la vicomté de Bourges par Philippe Ier en 1101, puis les événements de Germigny (voir Aymon II) et l'intervention royale de 1108 en Bourbonnais de Louis VI (qui feront des sires de Bourbon des vassaux directs du roi de France), sans y voir une continuation et un renforcement de cette stratégie. La menace des princes de Déols ne s'achève qu'en 1188, par la prise de Châteauroux et d'Issoudun par le roi Philippe-Auguste.
Les seigneurs de Bourbon négligent désormais Souvigny, où pourtant l'abbé Odilon décède le 1er janvier 1048 et choisit de se faire inhumer aux côtés de Mayeul.
Il décède en 1078 et se fait enterrer dans l'église du Montet.

## Unions et postérité
Archambaud III épouse Ermengarde de Sully, il a cinq enfants :
- Archambaud IV le Fort ;
- Dèce (Déa) née avant 1030, qui épousera Humbaud le Vieux, sire d’Huriel, dont elle aura une fille Adélaïs d’Huriel ;
- Albuin, mort avant le 10 septembre 1077, inhumé à Saint-Pourçain-sur-Sioule ;
- Géraud ;
- une fille qui épouse un seigneur anonyme, dont deux fils Ingo et Archambaud.

## Sources
- Anthony Stokvis, Manuel d'histoire, de généalogie et de chronologie de tous les États du globe, depuis les temps les plus reculés jusqu'à nos jours, préf. H. F. Wijnman, éditions Brill Leyde 1889, réédition 1966, Volume II, chapitre II « France et Monaco »  e) États féodaux, § 84 « Seigneurie, puis baronnie et plus tard duché de Bourbon », p. 143 et tableau généalogique no 42, p. 144.